# Charlotte Ayanna
Charlotte Ayanna (apellido original López, por veces Charlotte Roldán; 25 de septiembre de 1976) es una actriz estadounidense y ex Miss Teen USA.

## Primeros años
Ayanna nació en San Juan, Puerto Rico, pero se mudó a Vermont a una edad temprana. Tuvo una infancia problemática, pasando trece años en hogares de guarda de su madre, Emma, que se consideró mentalmente incapacitada para cuidar de ella y sus dos hermanos. En 1994, a los 17 años, fue adoptada a un hogar de crianza. Desde entonces se ha convertido en un portavoz de los niños de crianza.
Cambió su apellido a Ayanna cuando descubrió que López era el apellido de su abuelo materno, que descubrió que abandonó a su madre.

## Carrera
Su primera exposición nacional fue en 1993, cuando se convirtió en Miss Teen USA. Charlotte fue un coautor de un libro titulado Lost in the System, publicado en 1996, dando detalles de su vida y su paso por Miss Teen USA. Luego cambió su apellido a "Ayanna", que significa "bendita" en cherokee.
Después de su victoria en el certamen, hizo apariciones de invitada en programas de televisión incluyendo Weird Science y Entourage. También apareció en el vídeo musical del puertorriqueño Ricky Martin, "She's All I Ever Had".
Sus papeles en películas incluyen Jawbreaker, The Rage: Carrie 2, Dancing at the Blue Iguana, Kate y Leopold, Training Day (como la esposa de Ethan Hawke), y Love the Hard Way con Adrien Brody. También protagonizó con Sean Patrick Flanery como la vampiresa sexy en la película hecha para DVD The Insatiable. También apareció en Love the Hard Way.

## Filmografía
- Weird Science  (3 episodios, "Dead Can Dance", "Puppet Love" y "Phantom Scampi", 1995–1996) .... Annie / Jessie / Wendy

Jawbreaker 1999
- Beverly Hills, 90210 (1 episodio, "Here We Go Again", 1996) .... Beth Rawlings
- The Steve Harvey Show (1 episodio, "Pool Sharks Git Bit", 1996) .... Jody
- The Secret World of Alex Mack (2 episodios, "The Understudy" y "Without Feathers", 1996–1997) .... Hannah Mercury
- Trojan War (1997) .... Nina (como Charlotte Lopez)
- Telling You (1998) .... Allison Fazio (como Charlotte Lopez)
- Profiler (1 episodio, "Cravings", 1998) .... Kristen
- Jawbreaker (1999) .... Elizabeth "Liz" Purr (como Charlotte Roldan)
- The Rage: Carrie 2 (1999) .... Tracy Campbell
- Dancing at the Blue Iguana (2000) .... Jessie e interpretadora de SEX A.M. y Amazing Grace
- Stealing Time (2001) .... Samantha "Sam" Parkes
- Love the Hard Way (2001) .... Claire Harrison
- Training Day (2001) .... Lisa
- Kate y Leopold (2001) .... Patrice
- Spun (2002) .... Amy
- Entourage (1 episodio, "Date Night", 2004) .... Joanne
- Once Upon a Wedding (2005) .... Margarita
- Push (2006) .... Lisa
- The Thirst (2006) .... Macey
- No. 6 (2006) .... Mila
- The Insatiable (2007) .... Tatiana
- Errand boy (2010) .... Candi (completada)
- Rain from Stars (2010) .... Nora (posproducción)

## Premios y nominaciones
En 2002, ganó el premio de Mejor Actriz en el Festival Valenciennes International of Action and Adventure Films por Love the Hard Way empatando con Kajol por Kabhi Khushi Kabhie Gham...